# Kaosen
Kaosen (també Kaossen, Kaoucen, Kawsan) Ag Kedda (o Gedda) (1880-1919) fou un noble tuareg del grup dels Ikazkazen de l'Aïr, tribu dels Igerzawen que va liderar l'aixecament general tuareg a l'Aïr contra els francesos de 1916, que es va desenvolupar fins al 1918, sent finalment sufocat a costa de la vida de la meitat de la població de l'Aïr.

## Biografia
Va néixer a Damergou el 1880 suposadament de mare esclava. Va estar entre els exiliats de 1899 que van fugir a l'est després de la derrota dels tuaregs a Egatragh, abandonant l'Aïr contra la tradició tuareg de restar combatent al país. Se l'esmenta el 1909 al costat dels Sanusiyya del Kanem en un combat contra els francesos. Els Sanusiyya van entrar en guerra contra els italians i li van confiar el govern de l'Ennedi on va cometre diversos saquejos. Assetjat pels francesos es va refugiar al Darfur però es va enfrontar al sultà d'aquest país i va tornar a l'Ennedi demanant asil al cap sanussiya Mohamed Souni. El 1912, fou atacat pels Gaèdas i Nakazzas, que havien estat abans les seves víctimes, i va fugir a Borku d'on fou expulsat per Mohammed Souni, a causa de la seva conducta. En sentir la seva posició compromesa, va enganyar als francesos, rebent d'aquests camells per arribar a Arada. Mentrestant, els turcs es van establir a Borku i Kaosen va entrar al seu servei. El 1915 va ajudar al fill de Mohammed Souni en una batalla contra els italians. Al febrer de 1916, la seva presència es va informar al Djebel Nafusa i Tripolitània. L'agost de 1916 era a Ghat amb dos-cents guerrers amb un canó.
A continuació va abandonar els seus aliats Sanusiyya i va tornar a l'Aïr on va fer una crida per aixecar-se contra França. El 13 de desembre de 1916 els seus homes van ocupar la ciutat d'Agadez sense aconseguir però la destrucció del campament militar francès. Aquest fou el començament d'una llarga sèrie d'enfrontaments amb la mobilització de totes les forces colonials (incloent una ajuda anglesa de prop de 400 homes i la inscripció en les files francesos de tuaregs com auxiliars colonials) que donarà lloc a derrotes, retirades (incloent la de Moussa ag Amastan, cap de l'Ahaggar sota control francès) i replegaments successius dels resistents fora d'Agadez (13 de juliol 1917) i després l'Aïr (25 de març 1918). Cada batalla perduda portava a la submissió de part de les seves forces, mentre que les files dels irreductible va quedar limitada a la major part dels Ikazkazen i Ifaden i part dels Kel Gharus, Kel Ewey, Kel Ahaggar, Iwellemmeden de l'est després Elkhurer, Kel Ajjer i finalment Chaamba allistats per Kaosen, per continuar la resistència fora de l'Aïr.
Després d'una audaç fuga al desert en ple estiu, Kawsan va anar a la recerca d'aliats i va lliurar diversos combats. Finalment va ser mort pels turcs el gener de 1919 i les seves tropes delmades a Gatrun al Fezzan. Alguns que van poder fugir van anar fins a Zinder per sotmetre's. Un petit nombre de guerrers romandrà a la muntanya amb Tagama, l'amenokal (sultà) de l'Aïr, que serà poc després arrestat i estrangulat a la seva cel·la per un oficial francès. Finalment, després de la derrota final, diversos dels companys de Kaosen van preferir l'exili per sempre a zones del Txad i Sudan.